# Damian Hardung
Damian Hardung, född 7 september 1998 i Köln, är en tysk skådespelare. Han är i Sverige mest känd från TV-serien De underbara åren på SVT samt TV-serien How to Sell Drugs Online (Fast) (Netflix). I Tyskland är han känd från TV-serien Club der roten Bänder (2015–2017).

## Tv-serier/filmer (urval)
- 2015–2017: Club der roten Bänder
- 2019: Club der roten Bänder – Wie alles begann
- 2019: How to Sell Drugs Online (Fast)
- 2023: De underbara åren